# Beilschmiedia roxburghiana
Beilschmiedia roxburghiana är en lagerväxtart som beskrevs av Christian Gottfried Daniel Nees von Esenbeck. Beilschmiedia roxburghiana ingår i släktet Beilschmiedia och familjen lagerväxter. Inga underarter finns listade i Catalogue of Life.